# デイヴィッド・L・ハフ
デイヴィッド・L・ハフ（David L. Huff、1931年4月30日 - 2014年8月15日）は、ハフモデルの提唱で知られた、アメリカ合衆国の地理学者。

## 生い立ち
テネシー州マクミンビルに生まれ、オレゴン州レイクオスウィーゴで育つ。若い頃には軍務を含む様々な職業を経験し、大学は5大学を転々としたという。
研究者を目指したのは、計量地理学が興りつつあった時期に、シアトルのワシントン大学の大学院に学んだことが契機であった。1957年にはMBA、1960年にはPhDをワシントン大学から取得した。

## 経歴
カリフォルニア大学ロサンゼルス校で研究職に就くと、1963年にハフモデルを提唱して高く評価され、1964年には助教授に昇任した。
その後、フルブライト奨学金を獲得してフランスのエクス＝マルセイユ大学の講師となり、さらに、カンザス大学へ移って地域研究センター長 (Director of the Center for Regional Studies) となった。
テキサス大学オースティン校の招聘を受けて赴任し、引退するまで在籍し、後には名誉教授となった。また、テキサス州サンサバ郡に牧場を購入し、その経営にあたった。
1988年には、アメリカ地理学会からジェームズ・R・アンダーソン応用地理学メダル (the James R. Anderson Medal in Applied Geography) を授与された。また、1998年には、全米地理教育協議会から、優秀指導者賞 (the Distinguished Mentor Award) を授与された。